# Don Willesee

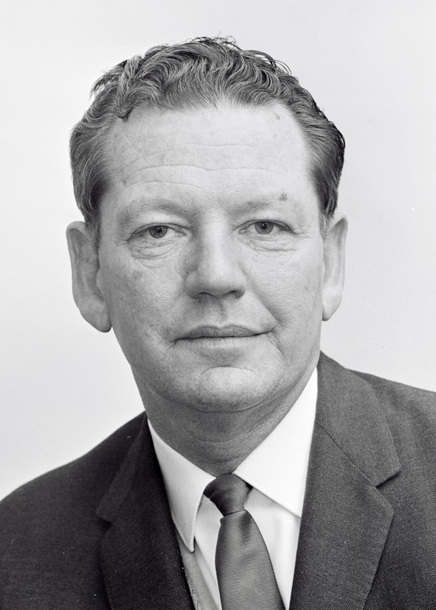
Don Willesee (1969)

Donald Robert „Don“ Willesee (* 14. April 1916 in Derby, Western Australia; † 9. September 2003 in Joondalup City, Western Australia) war ein australischer Politiker und Außenminister des Landes.

## Frühes Leben
Willesee wurde in Derby, Western Australia geboren und an staatlichen, sowie Ordensschulen in Carnarvon unterrichtet. Nachdem sein Bruder und sein Vater ihre Arbeit verloren hatten, verließ er im Alter von 14 Jahren während der Weltwirtschaftskrise die Schule um als Postbeamter in Carnarvon zu arbeiten und schloss sich unmittelbar darauf der Australian Union of Postal Clerks and Telegraphists an deren Sekretär er wurde. Später arbeitete er als Telegraphist in Perth. Im Jahr 1940 heiratete er Gwendoline Clarke.

## Politische Karriere
Im Alter von 21 Jahren schloss sich Willesee der Australian Labor Party an; 1950 wurde er mit 33 Jahren zum Senator für Western Australia gewählt. Zu diesem Zeitpunkt war er der jüngste Senator, der je in Australien gewählt wurde. Vor den Bundeswahlen 1972 arbeitete er zusammen mit Premierminister Whitlam an der Reformierung der Labor Party.  Laut Kim Beazley war er ein „...Schlüssel-Assistent für Gough Whitlam bei der Umstrukturierung der Labor Party und machte einen brillanten Eindruck in der Regierung.“
Nach den Parlamentswahlen 1972 wurde er Special Minister of State, Vice-President of the Executive Council, assistierte als Minister dem Premierminister und assistierte dem Außenminister während Whitlams zweiter Amtsperiode. Als Special Minister of State setzte er sich für die Archivierung der Büchereien auf Computern ein, um nationale, staatliche und Universitätsbüchereien zu vernetzen, was sich als großer Erfolg herausstellte.  Am 30. November 1973 erhielt Willesee von Whitlam das Amt des Außenministers. Zu dieser Zeit war er von Whitlam damit beauftragt die Beziehungen zu Asien zu erweitern. Er war gegen die Invasion Indonesiens in Osttimor, da er den Menschen in Osttimor nicht die Entscheidung abnehmen wollte, ob sie zu Indonesien gehören sollten oder nicht. Mit seiner Meinung stand er Whitlam gegenüber, der für eine Eingliederung Osttimors nach Indonesien war. Für die Bundeswahlen 1975 stand er nicht mehr zur Verfügung.

## Tod
Willesee starb im Joondalup Hospital, Joondalup, Western Australia, zwei Wochen nachdem er einen Herzinfarkt erlitt. Er hinterließ seine Frau Gwen und ihre sechs Kinder Colleen, Mike, Terry, Geraldine, Don junior und Peter.